# Leonzio (imperatore)
Leonzio (in greco: Λεόντιος, in latino: Leontius; Isauria, 660 – Costantinopoli, 705) è stato un imperatore e generale bizantino al potere dal 695 al 698.

## Regno
Nato molto probabilmente in Isauria, una regione dell'Anatolia sud-orientale (odierna Turchia), in una famiglia d'origine armena, fu generale sotto Giustiniano II, il quale a causa della sconfitta patita contro gli Arabi omayyadi nel 692, a seguito di cui l'Impero perse la maggior parte dell'Armenia, lo fece imprigionare per tre anni. Successivamente, sfruttando il forte malcontento per la brutale politica fiscale dell'imperatore e la stessa ostilità d'alcuni degli alti dignitari di quest'ultimo, organizzò una rivolta per deporlo con l'appoggio delle truppe di cui era al comando. Asceso dunque al trono, esiliò Giustiniano dopo avergli fatto mozzare il naso (in linea alla pratica della mutilazione politica bizantina).
Durante il breve impero di Leonzio, gli Arabi riuscirono con grande facilità a conquistare l'Esarcato di Cartagine (697); l'imperatore inviò allora una flotta in Africa e riuscì a riprendere il controllo della provincia, finché nella primavera del 698 gli Islamici contrattaccarono dopo aver rinforzato l'esercito e i Bizantini furono costretti a cedere il territorio africano.
Nel 698 una nuova rivolta, capeggiata da Tiberio III, generale delle truppe che avrebbero dovuto difendere i possedimenti africani dagli Arabi, lo costrinse ad abbandonare il trono e ad andare in esilio in un monastero.
Quando, nel 705, Giustiniano riuscì a ritornare sul trono, fece giustiziare entrambi i generali ribelli, Leonzio e Tiberio.